# Kis Jankó Bori Emlékház
A Kis Jankó Bori Emlékház Mezőkövesd központjában, a Hadas városrészben, a Kis Jankó Bori utcában található.
A tájház nemcsak a Népművészet Mestere díjjal is elismert rajzolóasszonynak, akit Bori néninek hívnak a mai napig, hanem korabeli népművészetnek is emléket állít 1974 óta. Ebben a házban - melynek pontos építési ideje nem ismert - született Bori néni, a matyóhímzés újraalkotója.

## A ház felépítése és díszítése
A ház parasztház, így azok beosztását követi. A belépő először a pitvarba jut, mely a konyha előtere. A ház egyszobás, és egy kamra is tartozik hozzá.
A pitvarban az úgynevezett pitvari tányérok láthatóak, melyek kevésbé díszesek, mint a szobában lévők. A konyhában a kemence mellett padka, valamint a helyiség felét betakaró szabadkémény benne füstölőrudakkal láthatóak. A szoba korabeli stílusban van berendezve: búbos, padka, sut, ülcsik (melybe a még járni nem tudó gyereket ültették), ágy van benne.
Az ágy eredeti darab, Bori néni tulajdona volt, az 1890-es évek divatját mutatja, mivel Kis Jankó Bori ebben az évben ment férjhez. A falon olajnyomatok, szentképek valamint díszes tányérok láthatóak.
A kamrában annak idején a házba frissen beköltözött fiatalasszony hozományát is berakták (ágyat, komódot), mivel amíg az anyósa élt, saját bútorait nem vihette a házba.